# Gnaphosa modestior
Gnaphosa modestior är en spindelart som beskrevs av Kulczynski 1897. Gnaphosa modestior ingår i släktet Gnaphosa och familjen plattbuksspindlar. Inga underarter finns listade i Catalogue of Life.